# トランスジェンダー・トレンド
トランスジェンダー・トレンド（英語: Transgender Trend）は、イギリスの反トランスジェンダー圧力団体。

## 歴史
「Transgender Trend」は2015年にステファニー・デイヴィス・アライによって設立された。
ステファニー・デイヴィス・アライには双子の姉妹のヘレンがおり、幼い頃はお互いをマイクとビルと呼んで、男の子のように振舞っていたという。女子校に通っていたものの、女の子らしいスタイルに馴染めず、摂食障害を発症した。
ステファニー・デイヴィス・アライは学校で彫刻を学び、1990年に修士号を取得した。その後、自身の子育てを経て、教育に関する活動をするようになり、子育てブログを書くようにもなった。2014年には「Communicating with Kids- what works and what doesn’t」という本を出版しており、さらにNo More Page 3という女性蔑視の文化を批判するキャンペーンにも参加した。
トランスジェンダーのテーマに関心を持つようになったのは2015年のサラ・ヴァージニアによる記事「Parenting a Transgender Child」がきっかけとされている。

## 活動
「Transgender Trend」の活動は「親の権利」を基軸としている。
「Transgender Trend」では「子どもたちはジェンダー・イデオロギーによって自分がトランスジェンダーであると思いこまされており、グルーミングされ、洗脳されている」と主張している（LGBTグルーミング陰謀論）。そしてジェンダー・アファーミング・ケアは子どもに有害であると考えている。ステファニー・デイヴィス・アライは、ジェンダー・アファーミング・ケアに反対するグループ「Genspect」のアドバイザーも務めている。
未成年者に思春期ブロッカーを処方できるかどうかをめぐるイギリスの裁判であるベル対タヴィストックでは、思春期ブロッカーの使用に反対する証言を行った。
子どもの支援を掲げているものの、実際に助けを求める子どもをサポートするサービスは提供しておらず、学校におけるトランスジェンダー関連施策を批判するステッカーを作成したりしている。また、団体の主張を伝える『My Body Is Me!』という児童書も出版している。
急速発症性性別違和（ROGD）と呼ばれる非科学的な主張の推進にも関わっている。

## 批判
ヨーロッパ最大のLGBT権利組織であるストーンウォールは、「Transgender Trend」を「有害な神話、パニック、混乱」を広めていると非難している。
2020年には、性暴力や家庭内暴力の被害者支援や対策に従事する人を含む約8000人のシスジェンダー女性たちが、「Transgender Trend」の名も挙げながら、「トランスジェンダーの権利をシスジェンダー女性に対する新たな脅威として位置づける」というトランスフォビアな態度に対して反対の姿勢を表明した。